# Пшеничники (Черкасская область)
Пшени́чники (укр. Пшеничники) — село в Каневском районе Черкасской области Украины.
Население по переписи 2001 года составляло 175 человек. Занимает площадь 2,37 км². Почтовый индекс — 19011. Телефонный код — 4736.

## Местный совет
19011, Черкасская обл., Каневский р-н, с. Пшеничники, ул. Колхозная, 4

## История
Село было волостным центром Пшеничниковской волости Каневского уезда Киевской губернии. В селе Пшеничники была Успенская церковь. Священнослужители Успенской церкви:
- 1799 — священник Иван Павлович Горбачевский
- 1851—1872 — священник Николай Петрович Малиновский
- 1851 — дьячок Иван Константинович Мирович
- 1866 — пономарь Сила Метелицкий